# Camp de Son Canals
Son Canals era un camp de futbol de Palma (Mallorca, Illes Balears, Espanya), ubicat al barri que li va donar el seu nom. És el terreny de joc on es disputaven els partits oficials del Balears Futbol Club des de 1923 fins al 1942 i del Club Esportiu Atlètic Balears fins al 1960, any en què va ser substituït per l'Estadi Balear.

## Història
Des dels orígens del Balears FC, fruit de la fusió del Mecànic FC i del Mallorca FC l'any 1920, l'equip jugava els seus partits a un solar anomenat sa Síquia Reial, situat entre les Avingudes (avinguda Comte de Sallent) i el carrer Blanquerna de la ciutat. A aquest camp ja hi jugava el Mallorca FC abans de la fusió de sengles clubs.
Pocs anys després de la fusió i causat pel creixement del club, es va construir el nou camp a la barriada de Son Canals. Estava situat a una zona aleshores parcialment urbanitzada i que comprenia aproximadament els actuals carrers Safareig, Cardenal Despuig, avinguda Reis Catòlics i Isidoro Antillón. Tenia unes dimensions de 100 x 60 metres i una capacitat de 4.000 espectadors, 1.000 asseguts i 3.000 de drets. Ja estava en funcionament des de principis de 1923 i fou inaugurat oficialment el 24 de juliol de 1924 amb un partit inaugural contra l'Iluro Sport Club de Mataró, que guanyaren els visitants per 1-3. L'endemà s'hi jugà un nou matx contra el Gràcia Sport Club de Barcelona, que també va ser guanyat pels visitants per 1-2.
A finals dels anys 50 els èxits esportius del club varen fer que el camp es quedés petit. A més, havia constants problemes amb els propietaris dels terrenys del camp que feien perillar la seva continuïtat. Tot plegat va fer que s'imposés la idea de construir un camp nou i tenir-lo en propietat. Amb la inauguració del nou Estadi Balear el dia 8 de maig de 1960, el camp de Son Canals va quedar abandonat i progressivament en runes. Anys després va desaparèixer fruit del creixement urbanístic de la zona.
El 4 d'abril de 2014 es va inaugurar un monòlit que en recorda l'existència on s'ubicava aproximadament el terreny de joc.